# 148. Infanterie-Division (Wehrmacht)
Die 148. Infanterie-Division war ein militärischer Großverband der Wehrmacht.

## Geschichte

### Aufstellung
Die Division entstand am 18. September 1944 in Ligurien aus der Umstellung der 148. Reserve-Division. 

### Besatzungsaufgaben in Italien
In der Folgezeit war die Division in der Bandenbekämpfung an der Grenze zwischen der Toskana und Ligurien eingesetzt, dabei nahmen Einheiten der Division mit anderen Truppenteilen an einigen größeren Bandenbekämpfungsaktionen teil. So zwischen Ende November und Anfang Dezember 1944 an den Unternehmen Catilina und Barbara im Apennin zwischen La Spezia und Massa Carrara, bei denen zahlreiche Tote auch unter den Zivilisten zu beklagen waren.

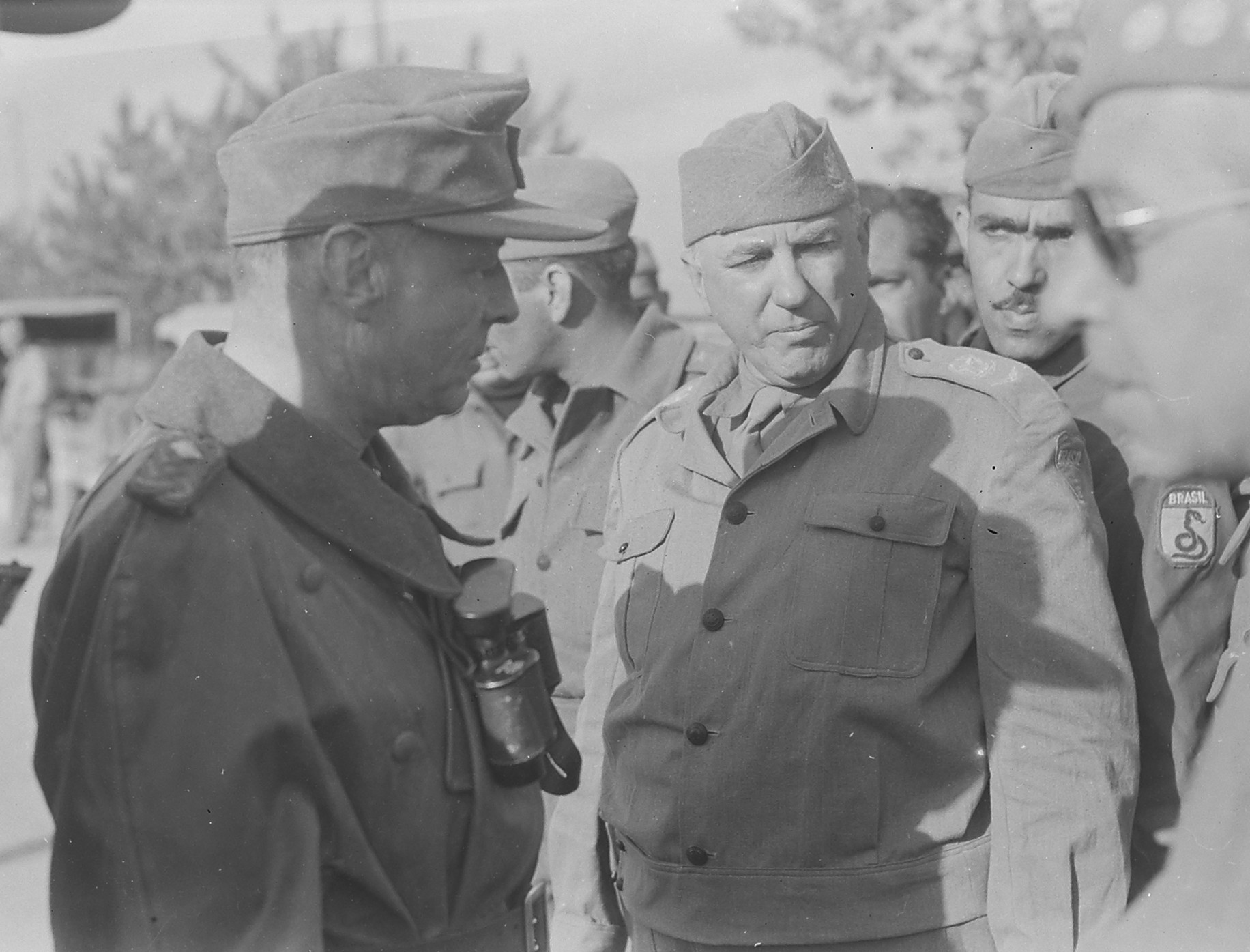
29. April 1945: Generalleutnant Fretter-Pico ergibt sich in Fornovo di Taro General Olímpio Falconièri vom brasilianischen Expeditionskorps in Europa (FEB).

### Unternehmen Wintergewitter
Zwischen dem 26. und 28. Dezember 1944 war die Division zusammen mit einigen italienischen Verbänden der RSI am Unternehmen Wintergewitter beteiligt. Die auf den Oberlauf des Serchio in der Lunigiana räumlich begrenzte italienisch-deutsche und hauptsächlich von Mussolini angestrebte Offensive, sollte alliierte Truppen im westlichen Abschnitt der Gotenstellung binden und damit eine alliierte Offensive auf Bologna im gefährdeten östlichen Abschnitt hinausschieben. Bei der von Divisionskommandeur Generalleutnant Otto Fretter-Pico geführten Operation konnte man auf einer Frontlänge von 20 km bis 8 km tief in den von der 92nd US-Infantry Division gehaltenen Abschnitt vorstoßen und die Kleinstadt Barga einnehmen, bevor die Alliierten mit der 8th Indian Division neue Truppen nachführten und dank massiver Luftunterstützung das gewonnene Gelände wieder in Besitz nehmen konnten.

### Verteidigung im Raum Massa
Am 5. Februar 1945 war es ihrerseits die in den westlichen Apuanischen Alpen stehende 148. Infanterie-Division, die einen größeren Angriff der Alliierten an der tyrrhenischen Küste erfolgreich abwehrte. Bei der Operation Fourth Term sollte die 92nd US Infantry Division in der Versilia vorstoßen und die Stadt Massa befreien, was aber am deutschen Widerstand und an der Unerfahrenheit einiger alliierter Truppenteile scheiterte.
Der im Februar von der Division erfolgreich verteidigte Abschnitt musste schließlich Anfang April geräumt werden, als die Alliierten am 5. April in der Operation Second Wind erneut einen Angriff in Richtung Massa begannen. Dabei konnte die Stadt bei dem wieder von der 92nd US Infantry Division geführten Angriff, der von dem aus japanischen Einwanderern der zweiten Generation bestehenden 442nd US Infantry Regiment unterstützt wurde, am 9. April erobert werden, während das etwa 5 km entfernt liegende Carrara am 11. April in die Hände der Alliierten fiel.

### Rückzug in die Po-Ebene
Im Laufe der am 14. April 1945 von der 5th US-Army gestarteten Frühjahrsoffensive auf die Gotenstellung, setzte sich die 148. Infanterie-Division zunächst Richtung La Spezia ab, das am 22. April auf Befehl von Generalleutnant Fretter-Pico geräumt wurde. Der Großteil der Division zog sich über die Cisapassstraße Richtung Po-Ebene, kleinere versprengte Teile Richtung Genua zurück. 

### Teilweise Vernichtung durch Partisanen
Letztere wurden nordwestlich von La Spezia bei Kämpfen mit italienischen Partisaneneinheiten vollständig aufgerieben.
Am 25. April erreichten die Reste der Division Fornovo di Taro etwa 22 km südwestlich von Parma. Bei dem Versuch über den Fluss Taro zu gehen, wurde sie in Kämpfe mit Partisaneneinheiten verwickelt und mit Resten der 90. Panzergrenadier-Division am 26. April vom heranrückenden brasilianischen Expeditionskorps eingeschlossen. 

### Kapitulation
Nach mehreren vergeblichen Versuchen aus dem Kessel von Fornovo auszubrechen, ergaben sich die Eingeschlossenen am 29. April 1945 und gerieten in amerikanische Kriegsgefangenschaft.

## Kriegsverbrechen
Neben den bereits oben genannten Bandenkämpfungsaktionen, bei denen unter anderem auch die 148. Infanterie-Division Soldaten abgestellt hatte, waren an der Erschießung von 14 Zivilisten in Regnano Castello, einem Ortsteil der Gemeinde Casola in Lunigiana in der Provinz Massa-Carrara (Toskana) am 23. November 1944 ausschließlich Divisionsangehörige beteiligt, so dass dieses Massaker ohne Zweifel Angehörigen der 148. Infanterie-Division zugeordnet werden kann.

## Gliederung
- Grenadier-Regiment 281
- Grenadier-Regiment 285
- Grenadier-Regiment 286
- Füsilier-Bataillon 148
- Artillerie-Regiment 1048
- Panzerjäger-Abteilung 1048
- Pionier-Bataillon 1048
- Divisions-Nachrichten-Abteilung 1048

Quelle

## Kommandeure
Divisionskommandeur war von der Aufstellung am 18. September 1944 bis zur Kapitulation am 29. April 1945 Generalleutnant Otto Fretter-Pico.